# Sunagocia
Sunagocia – rodzaj ryb skorpenokształtnych z rodziny płaskogłowowatych.

## Klasyfikacja
Gatunki zaliczane do tego rodzaju:
- Sunagocia arenicola
- Sunagocia carbuncula
- Sunagocia omanensis[3]
- Sunagocia otaitensis
- Sunagocia sainsburyi